# 마이클 러너드
마이클 러너드(Michael Learned, 1939년 4월 9일 ~ )는 미국의 배우이다. 드라마 《월튼네 사람들》의 올리비아 올튼 역으로 가장 유명하다.

## 영화
- 드래곤 (1993년 영화)

## 텔레비전 시리즈
- 월튼네 사람들
- 제시카의 추리극장후즈 더 보스?
- 프로파일러 (드라마)
- 올 마이 칠드런
- 원 라이프 투 리브
- 스크럽스
- 콜드 케이스
- 제너럴 호스피털
- 미스터 선샤인
- 더 영 앤 더 레스트리스